# Polulo

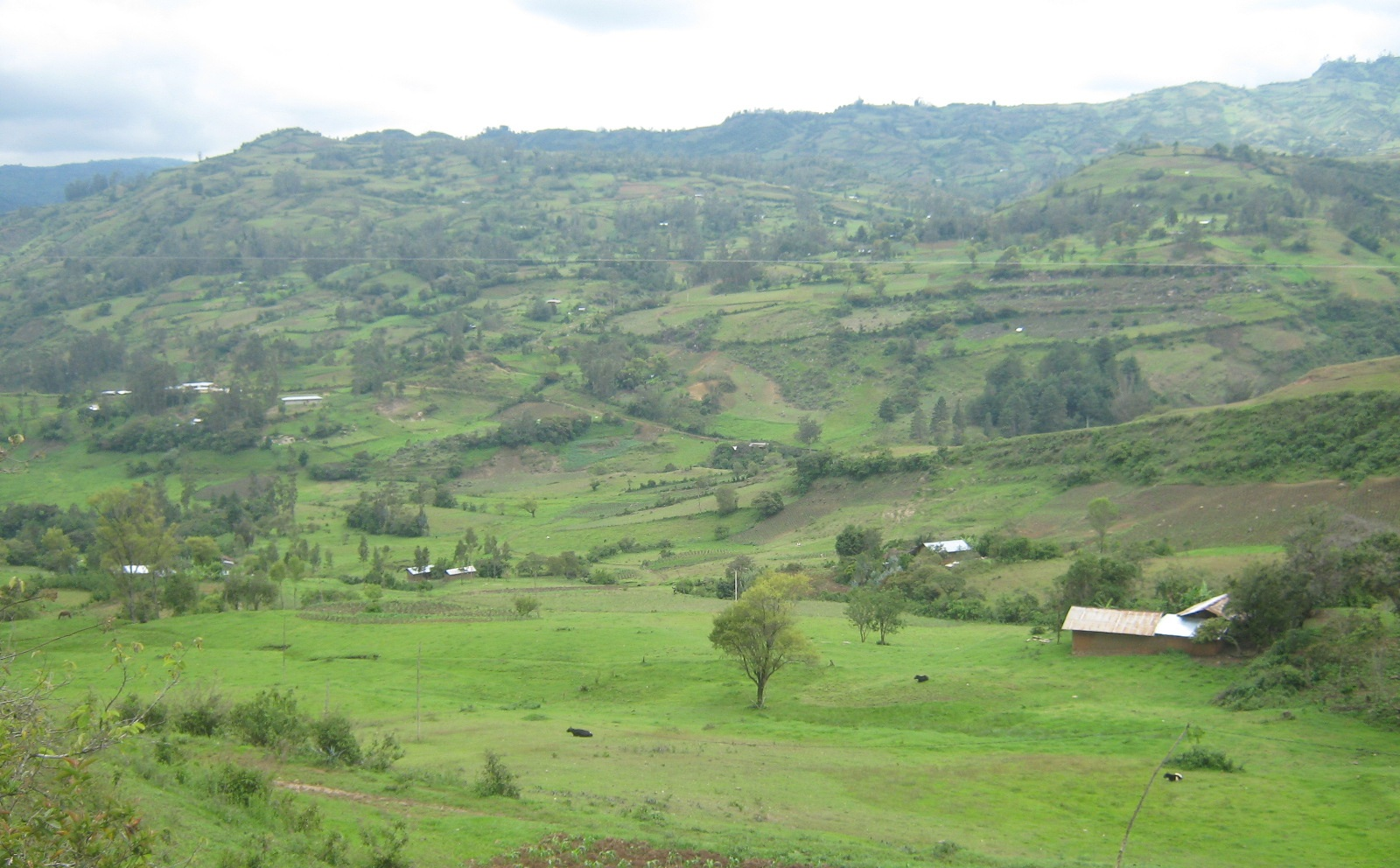
Vista panorámica de Polulo

Polulo es un caserío perteneciente al Distrito de Ninabamba, ubicado en la Provincia de Santa Cruz, departamento de Cajamarca en la sierra norte del Perú.
Su nombre se debe a que antiguamente sus pobladores conocían la zona como un terreno en el cual las aguas "polulan" o burbujean. 
La actividad económica local se basa en la agricultura y la ganadería vacuna. Tiene una carretera para el transporte de vehículos de todo tipo.
Existen lagunas y grutas formadas por la naturaleza, como las grutas de Ushcupishgo o también llamada por sus pobladores Grutas de Polulo, donde se pueden apreciar formaciones de estalactitas. Abarcan 240 km² y mide 14.000 metros de fondo. En ella también corren siete ríos y posee tres cataratas y once lagos.